# Rwandská kuchyně

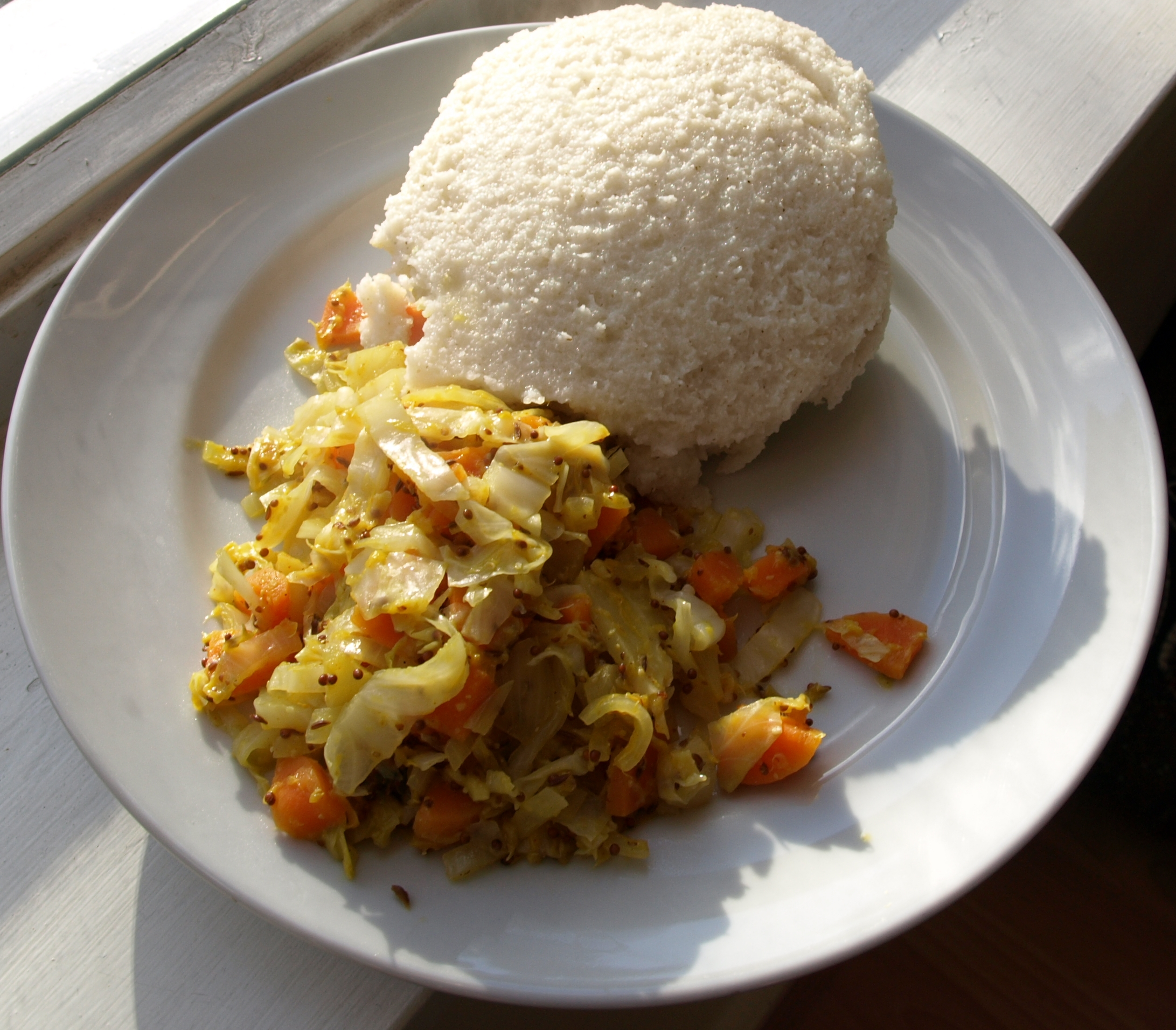
Ugali

Rwandská kuchyně využívá vzhledem k tomu, že se většina rwandské populace věnuje zemědělství, místní suroviny, jako například banány, plantainy, batáty (sladké brambory), maniok, kukuřici nebo fazole. Z masa se používá hlavně kozí. V Rwandě také existují restaurace nabízející čínskou, řeckou, indickou, arabskou, italskou, francouzskou nebo belgickou kuchyni a to především v Kigali.

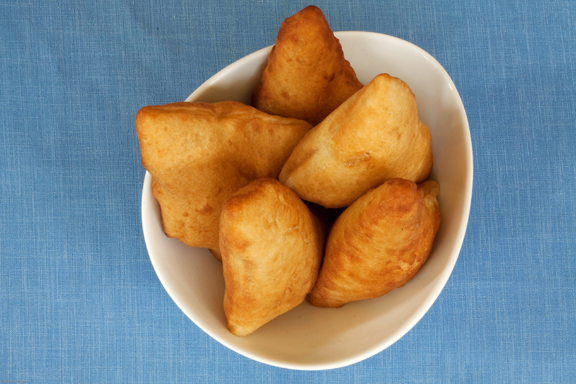
Mandazi

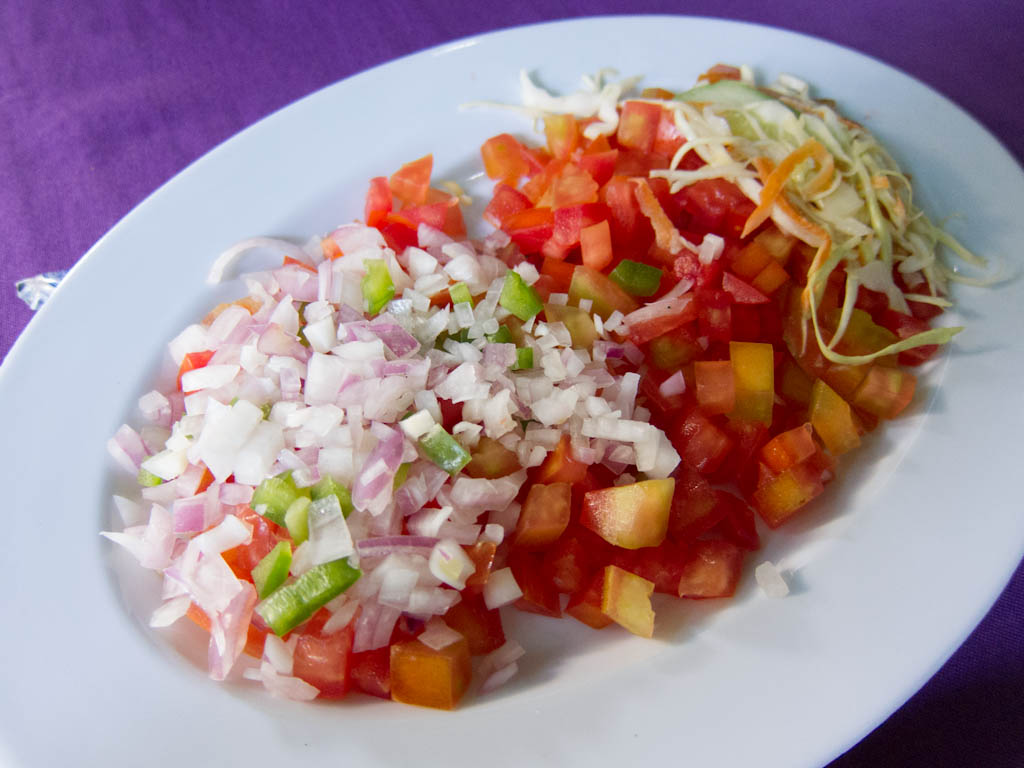
Kachumbari

## Příklady rwandských pokrmů
Příklady rwandských pokrmů:
- Ugali, nevýrazná placka používaná jako příloha
- Tilapie
- Matoke, vařené plantainy
- Různé špízy[3]
- Nyama choma, grilované kousky masa na způsob barbecue. Pokrm převzatý z keňské kuchyně.[4]
- Mandazi, smažené sladké pečivo trojúhelníkového tvaru podobné koblize.[5][6]
- Kachumbari, salát z rajčat a cibule[7]

## Rwandské nápoje
Používá se mléko. Populární je jak klasické pivo, tak i banánové pivo zvané urwangwa. Dále se pijí například ovocné džusy.